# Chris Wherry
Christopher "Chris" Wherry est un coureur cycliste américain né le 18 juillet 1973 à Boulder. Il est passé professionnel en 1997 dans l'équipe Saturn.

## Palmarès et classements mondiaux

### Palmarès
- 1991
  -  Médaillé d'argent au championnat du monde du contre-la-montre par équipes juniors
- 1996
  -  Champion des États-Unis sur route amateurs
- 1997
  - 1re étape de la Red River Classic
- 1998
  - 1re étape de la Colorado Classic
- 1998
  - 3e de la Redlands Bicycle Classic
- 1999
  - 2e de la Fitchburg Longsjo Classic
- 1999
  - Tour de la Gila
- 2000
  - 13e étape de l'International Cycling Classic
  - Killington Stage Race :
    - Classement général
    - 1re étape

  - 3e du Ringerike Grand Prix
- 2001
  - 1re étape de la Cascade Classic
  - Grand Prix Rio Grande :
    - Classement général
    - 1re et 2e étapes

  - 3e du Tour de Langkawi
  - 3e de la Cascade Classic
- 2002
  - Tour de la Gila
  - 2e étape du Tour de Bisbee
  - Cascade Classic
  - Valley of the Sun Stage Race
- 2003
  - 1re étape de la Cache Classic Logan
  - 3e de la Cascade Classic
- 2004
  - 2e étape de la Boulder Stage Race
  - 3e de la Pomona Valley Stage Race
- 2005
  -  Champion des États-Unis sur route
  - Redlands Bicycle Classic :
    - Classement général
    - Prologue

  - USPRO Championship
  - 3e étape du Tour de Toona
  - 3e de l'UCI America Tour
- 2006
  - 1re étape du Tour de Nez
  - Cascade Classic :
    - Classement général
    - 1re étape

  - 2e et 3e étapes du Tour de l'Utah
  - 2e du Snake Alley Criterium

### Classements mondiaux
| Année            | 2005 | 2006 |
| ---------------- | ---- | ---- |
| UCI America Tour | 3e   | 149e |